# Elymnias hypermnestra
Elymnias hypermnestra (Engels: Common Palmfly) is een dagvlinder uit de subfamilie Satyrinae (zandoogjes en erebia's). De vlinder komt voor in het Oriëntaals gebied. De spanwijdte bedraagt ongeveer 40 millimeter. De bovenzijde van de vleugels is zwart met paarse vlekken op de voorvleugel en zwart met een roodbruine rand op de achtervleugels.
De waardplanten van de rupsen zijn Arenga engleri, Chrysalidocarpus lutescens, Cocos nucifera, Livistona chinensis en Phoenix humilis.